# Hej brigade
Hej brigade je slovinská píseň pochodového žánru a neoficiální partyzánská hymna, kterou poprvé zazpívala Bogdana Stritarová v roce 1943. Autorem textu je Matej Bor a autorem hudby Franc Šturm.

## Historie
| „Motiv vznikl spontánně, spíše jako melodie než text, ale nejprve rytmus. Když jsem poslouchal, jak se kolem LJ ozývají partyzánské samopaly, většinou tam z Polhograjských dolomitů, zastesklo se mi po domově...jinak řečeno, po svobodě, která přes všechny potíže byla tam, ale ne v Lublani.“ |
| Matej Bor o vzniku skladby |

Text písně, původní návrh melodie, napsal Matej Bor koncem října 1942, když odešel od partyzánů do Lublaně na brigádu a léčení a ubytoval se u rodiny Vovkových ve Svetosavské ulici za Bežigradem.
Bor požádal skladatele France Šturma, aby píseň upravil do finální podoby, a tak se stalo v dubnu 1943. Píseň poprvé zazpívala Bogdana Stritarová v září 1943 u Starých Žag v Dolenjsku.
Při prvním uvedení neměla skladba velký úspěch, ale po několika úpravách melodie se stala hitem. Původní nahrávka se nedochovala, neboť Franc Šturm zahynul 11. listopadu 1943 na Krymu.
Melodii nazpívala Bogdana Stritarová a přebásnil ji Radoslav Hrovatin. Později ji pro mužský partyzánský sbor upravil Karol Pahor.
Existují celkem dvě verze, které se liší ve dvou verších a poslední sloce.